# Madeleine Ducrocq-Poirier
Madeleine Ducrocq-Poirier, née en 1927 à Paris, est une professeure en littérature québéquoise, essayiste et critique littéraire française. 

## Biographie

### Études
Après ses études en humanités classiques au lycée Edgar Quinet,  elle obtient une licence ès lettres à la Sorbonne en 1946 et soutient sa thèse de doctorat dans la même discipline en 1974. 

### Carrière
Elle enseigne au Lycée durant cinq ans avant d'être chercheuse et spécialiste en littérature québécoise en 1962. Elle devient, ensuite, professeure à l’Université de Créteil en 1978 puis à la Sorbonne en 1980. Elle séjourne au Canada où elle collabore avec divers périodiques, notamment Liberté, Présence francophone, Voix et Images du pays et Itinéraires. Parallèlement, elle écrit plusieurs œuvres littéraires et rédige des introductions tout comme des postfaces pour de nombreux ouvrages, parmi lesquels Le Chevalier de Mornac en 1972 et Le Débutant publié en 1977,.

## Publications

### Thèse
- Le roman canadien de langue française de 1860 à 1958: Recherche d'un esprit romanesque, Paris, FeniXX & Nizet (réédition numérique), 1978[5].

### Biographie
- Robert Charbonneau, Montréal, Fides, 1972 (OCLC 1131022946)[6].

### Essais
- Les femmes quebecoises depuis 1960 : II, en litterature, Paris, Centre national de la recherche scientifique (France), 1979 (OCLC 850032093)[7].
- Marie Le Franc au-delà de son personnage, Montréal, INCA, 2011 (ISBN 9780616635698, OCLC 937831757)[8],[9].